# Jadel
Jadel je český pletený pařený ovčí nebo kravský sýr. Spolu například s mozzarellou patří jadel k těm sýrům, které se ukládají ve slaném nálevu, aby neztratily svoji chuť a nevyschly. Vyhledáván je díky své vlastnosti neroztékat se při zahřátí na vyšší než běžnou teplotu. 
Jadel je v Česku používán jako náhražka méně dostupných jihoevropských sýrů. Vyrábí jej několik mlékáren.

## Původ
Solené bílé sýry Akawi byly v Československu vyráběny počátkem 60. let 20. století pro vývoz, ve spolupráci s libanonským odběratelem. Tato výroba vyžadovala vysoký podíl ruční práce a na místním trhu ji nahradil Jadel a tzv. balkánský sýr, jejichž výroba byla postupně zavedena ve všech krajích.